# Annie Besantová
Annie Besantová (Besant, 1. října 1847, Clapham, Surrey – 20. září 1933 Čennaí) byla britská filosofka, nástupnice ve vedení teosofické školy po Heleně Petrovně Blavatské, feministka a spisovatelka.
Značnou část života strávila v Indii, podporovala hnutí za nezávislost a stala se členkou Indického národního kongresu. 
Roku 1893 se stala jednou z iniciátorek Parlamentu náboženství světa v Chicagu.
Stala se představitelkou milenialismu v Theosofické společnosti, kdy v roli prezidentky začala prosazovat myšlenku, že velmi blízko je doba ke zjevení posledního božského sestoupení (avatára), tedy podle ní postavy očekávané v různých náboženstvích jako buddha Majtréja, avatár Kalkí nebo druhý příchod Krista. Roku 1907 se stala prezidentkou Theosofické společnosti a téhož roku přesunula centrum společnosti do Adjáru. 
Annie Besantová a její nejbližší spolupracovník Charles Webster Leadbeater nalezli roku 1909 vhodného avatara v indickém chlapci Džiddu Krišnamúrtim. Na jeho podporu vzniklo společenství uprostřed Teosofické společnosti, později nazvané Řád východní hvězdy, od roku 1912 vydávající i časopis Hlasatel hvězdy (The Herald of the Star). Téhož roku byl také Džiddu Krišnamúrti jako avatár veřejně představen. 
V důsledku prosazování Krišnamúrtiho se od Theosofické společnosti oddělily celé skupiny členů a stoupenců, zejména významná německá sekce pod vedením Rudolfa Steinera. Nakonec roku 1929 definitivně odmítl roli avatára i Džiddu Krišnamúrti.
Besantová později revidovala své učení, vrátila se k postavě Ježíše Krista a k jeho roli. (Tomuto obratu u ní dopomohl i  původně anglikánský duchovní James Ingall Wedgwood (1883- 1951), který se stal theosofem a musel církevní službu opustit. Stal se starokatolíkem a anglická větev této církve se transformovala v Liberální katolickou církev, spojující křesťanství a theosofii.)